# 富所正一
冨所 正一（とみどころ しょういち、1951年 - 1977年）は、新潟県見附市野坪出身のシンガーソングライター。

## 人物について
新潟県立長岡農業高等学校卒業後、働きながら曲を作り、自身で歌う。地元のNHK新潟放送局の番組内でも、しばしば歌を披露し、人気を得る。
代表曲に、「お前（おめ）まだ春らかや」、「どじょうを取りにゆこうや」、「農業高校」がある。地元の越後方言の多い素朴な詩の中に、強烈なメッセージを含む曲が多い。
彼の曲は、一部の曲（「どじょうを取りにゆこうや」ほか）でハーモニカを併用するものの、基本的にはアコースティックギター1本による弾き語りの曲がほとんどである。
1977年3月20日、新潟県三条市内を流れる信濃川の三条大橋から投身自殺を図る。同年5月2日、三条大橋から約6キロメートル下流で発見され、本人の死去が確認された。享年25。

## 略歴
- 1951年　新潟県見附市市野坪に生まれる。
- 1967年　新潟県立長岡農業高等学校入学。
- 1970年　同高等学校を卒業し、就職する。
- 1977年　逝去